# Vera Gemma
Pour les articles homonymes, voir Gemma.
Vera Gemma, née le 4 juillet 1970 à Rome (Latium), est une actrice, réalisatrice, documentariste, chanteuse, animatrice de télévision italienne.

## Biographie
Fille de l'acteur Giuliano Gemma et de sa première épouse Natalia Roberti, elle a grandi entre Rome et les plateaux de tournage de son père, avec lequel elle a joué, enfant, dans le film La Grande bataille (1978). Dans ses jeunes années, elle vit entre Paris et Los Angeles, où elle travaille comme strip-teaseuse au Body Shop. Après avoir fait ses débuts en tant qu'actrice et dramaturge au début des années 1990, elle participe, entre la seconde moitié des années 1990 et le début des années 2000, à plusieurs films, dont Le Syndrome de Stendhal et Card Player, tous deux réalisés par Dario Argento, Ovosodo, de Paolo Virzì, et Scarlet Diva, d'Asia Argento.
À la télévision, elle a participé aux séries Linda e il brigadiere et Le ragazze di piazza di Spagna, et en 2005, elle a participé en tant que candidate à l'émission de téléréalité Ritorno al presente, animée par Carlo Conti sur Rai 1. Outre son activité d'actrice, elle s'est lancée dans d'autres domaines artistiques au cours des années 2000 : en 2006, elle a collaboré avec le groupe électronique Distorsonic sur leur premier album Psychohaven, participant à cinq des chansons de l'album ; en 2004 et 2007, elle a écrit deux livres : l'autobiographique Le bambine cattive diventano cieche et le thriller Latin Lover. En 2009, elle réalise avec Antonella Fulci Blues for Michael, un court métrage en hommage à Michael Jackson présenté au festival du film Sulmonacinema.
En 2013, elle est la créatrice, productrice et réalisatrice d'un documentaire sur la vie et la carrière de son père intitulé Giuliano Gemma: un italiano nel mondo, dont la première a eu lieu au Festival international du film de Rome. Dans les années qui suivent, elle se consacre à l'art du cirque, une passion héritée de son père, voyageant en Italie et en Europe dans le but de réaliser un documentaire sur le monde du cirque, resté inédit ; elle se produit elle-même en tant que dompteuse de tigres et de lions dans plusieurs spectacles en Russie, en Ukraine et en Biélorussie. En 2019, elle figure, avec d'autres fils d'artistes, parmi les protagonistes du documentaire réalisé par Alfredo Lo Piero Figli del set, qui sort en salle le 16 octobre.
Depuis la même année, elle est particulièrement active à la télévision, participant à des programmes télévisés pour les réseaux Rai et Mediaset. Elle a participé en tant que candidate, avec Asia Argento, à la huitième édition de l'émission de téléréalité Pechino Express, diffusée à partir du 11 février 2020 sur Rai 2, en tant que Figlie d'arte ; cependant, Argento a dû se retirer au cours du deuxième épisode en raison d'une blessure au genou et Vera Gemma a poursuivi l'émission avec le mannequin Gennaro Lillio (it), formant ainsi les Sopravvissuti. Les deux hommes sont éliminés lors du sixième épisode, mais l'émission a donné à Gemma une grande popularité. Pour la même chaîne, à l'été 2020, elle fait partie de la distribution du jeu télévisé Resta a casa e vinci, animé par Costantino della Gherardesca (it), dans le rôle d'une experte en séduction. Du 15 mars au 26 avril 2021, elle participe en tant que candidate à la 15e édition de l'émission de téléréalité L'isola dei famosi, diffusée sur Canale 5, étant éliminée avec 57 % des votes lors du 12e épisode.
La même année, elle participe au deuxième album d'Asia Argento, Music From My Bed, sorti le 12 novembre, avec les titres Triste serenata et Te possino (reprise d'une célèbre chanson de Gabriella Ferri de 1966). En 2022, elle joue dans le film Vera, réalisé par Tizza Covi et Rainer Frimmel, en compétition dans la section Orizzonti de la 79e Mostra de Venise, pour lequel elle remporte le prix Orizzonti de la meilleure interprétation féminine. En décembre de la même année, elle revient au théâtre en participant en tant que narratrice à l'opéra-rock Inferno - Opera Rock de Francesco Maria Gallo. En 2023, elle participe au documentaire de Roberto D'Agostino et Marco Giusti, réalisé par Daniele Ciprì, Roma, santa e dannata, présenté au Festival du film de Rome et sorti en salles du 6 au 8 novembre.

## Filmographie

### Actrice de cinéma
- 1978 : La Grande bataille (Il grande attacco) d'Umberto Lenzi
- 1991 : Maîtresse de Corrado Colombo (it)
- 1994 : Les Voleurs de cinéma (Ladri di cinema) de Piero Natoli
- 1996 : Le Syndrome de Stendhal (La sindrome di Stendhal) de Dario Argento
- 1996 : Intolerance (it), film collectif
- 1996 : I magi randagi de Sergio Citti
- 1997 : Ovosodo de Paolo Virzì
- 1997 : Alliance cherche doigt de Jean-Pierre Mocky
- 1997 : Un bel dì vedremo (it) de Tonino Valerii
- 1997 : Stressati de Mauro Cappelloni
- 1998 : Cartoni animati (it) de Sergio et Franco Citti
- 1999 : E insieme vivremo tutte le stagioni de Gianni Minello (it)
- 2000 : Scarlet Diva d'Asia Argento
- 2000 : I cavalieri che fecero l'impresa de Pupi Avati
- 2003 : Cuori perduti (it) de Teresio Spalla
- 2004 : Card Player (Il cartaio) de Dario Argento
- 2019 : Figli del set d'Alfredo Lo Piero – documentaire
- 2022 : Vera de Tizza Covi et Rainer Frimmel
- 2023 : Roma, santa e dannata de Daniele Ciprì – documentaire

### Actrice de télévision
- Linda e il brigadiere - série télé, épisode 1x03 (1997)
- Le ragazze di piazza di Spagna - série télé (1997)
- Il capitano - série télé, épisode 2x07 (2007)

### Réalisatrice
- 2009 : Blues for Michael – court métrage
- 2013 : Giuliano Gemma: un italiano nel mondo – documentaire
- 2014 : Dalla parte del cattivo – documentaire

## Théâtre
- Tifortri, de Claudio Insegno, Vera Gemma et Chiara Noschese, mise en scène de Claudio Insegno (1992)
- Le impiegate, texte et mise en scène de Claudio Carafoli (1993)
- Giù nei bassifondi, adaptation de Henri IV de Luigi Pirandello, mise en scène de Carlo Lizzani (1995)
- La luna e l'asteroide, de Vera Gemma et Valerio Mastandrea, mise en scène de Luciano Curreli (1995)
- Hot Line, texte et mise en scène d'Angelo Longoni (1995)
- Inferno - Rock Opera, de Francesco Maria Gallo (2022)

## Émissions télévisées
- Ritorno al presente (Rai 1, 2005)
- Buon pomeriggio Estate (Telenorba, TG Norba 24, 2017)
- Pechino Express - Le stagioni dell'Oriente (Rai 2, 2020)
- Resta a casa e vinci (Rai 2, 2020)
- L'isola dei famosi (Canale 5, 2021-2022)

## Discographie

### Participation
- 2006 : Assedio, Sacrificio & Beatitudine, Alienazione, Più cattiva di una pistola e Polvere (avec i Distorsonic pour Psychohaven)
- 2008 : D'amour et rage (avec i Not Me pour Serving Bangs On Trees)
- 2021 : Triste serenata et Te possino (avec Asia Argento pour Music From My Bed)

## Publications
- (it) Vera Gemma, Le bambine cattive diventano cieche, Gallo & Calzati, 2004 (ISBN 978-8888379203)
- (it) Vera Gemma, Latin Lover, Aliberti, 2007 (ISBN 978-8874242177)